# Sasural Simar Ka
Sasural Simar Ka är en indisk TV-serie som sänds på Colors TV från 25 april 2011.

## Rollista i urval
- Dipika Kakar / Keerti Gaekwad Kelkar - Simar Prem Bharadwaj / Durga Maa (2011–17; 2017–)
- Shoaib Ibrahim / Dheeraj Dhoopar / Mazher Sayed - Prem Rajendra Bharadwaj (2011–13; 2013–17; 2017–)
- Avika Gor - Roli Siddhant Bharadwaj (Dwivedi) (2011–16)
- Manish Raisinghan - Siddhant Rajendra Bharadwaj (2011–16)
- Rohan Mehra - Sameer Dhanraj Kapoor (2017–)